# Raión de Joroshiv
Joroshiv (en ucraniano: Хорошівський район) es un raión o distrito de Ucrania en el óblast de Zhytomyr. 
Comprende una superficie de 870 km².
La capital es la ciudad de Joroshiv.

## Demografía
Según estimación 2010 contaba con una población total de 38616 habitantes.

## Otros datos
El código KOATUU es 1821100000. El código postal 12100 y el prefijo telefónico +380 4145.